# Дворец спорта Пекинского научно-технологического университета

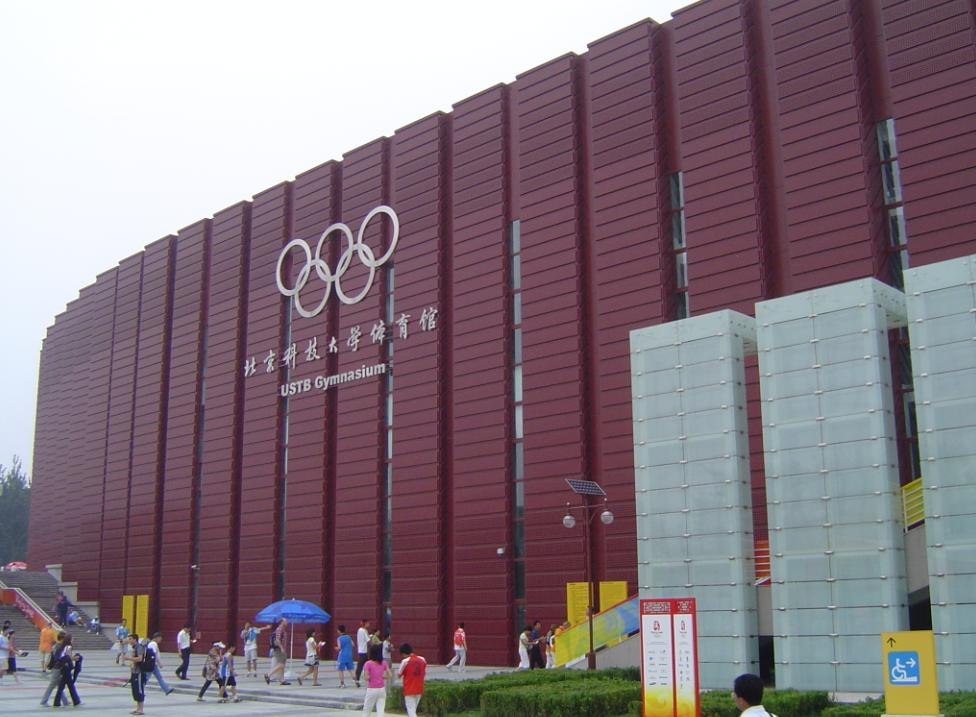
Дворец спорта Пекинского научно-технологического университета

Дворец спорта Пекинского научно-технологического университета (кит. трад. 北京科技大學體育館, упр. 北京科技大学体育馆, пиньинь Běijīng Kējì Dàxué Tǐyùguǎn)  — спортивный комплекс, одна из арен Летних Олимпийских игр 2008 года в Пекине, возведен специально к Олимпийским играм в 2005-2007 годах. Расположен на кампусе Пекинского научно-технологического университета.
В рамках Летних Олимпийских игр 2008 года сооружение приняло соревнования по дзюдо и тхэквондо, в рамках Летних Паралимпийских игр в сооружении прошли соревнования по баскетболу и регби на инвалидных колясках.
Спортивный комплекс имеет площадь 23,993 тыс. м², и рассчитан на  8024 зрителя, в том числе 3956 временных мест. Находится в 3,5 километрах от Пекинского Олимпийского парка.